# Gynoplistia (Gynoplistia) nigripennis
Gynoplistia (Gynoplistia) nigripennis is een tweevleugelige uit de familie steltmuggen (Limoniidae). De soort komt voor in het Australaziatisch gebied.